# Europe Écologie – Les Verts
Europe Écologie – Les Verts (česky Evropa Ekologie – Zelení) je francouzská politická strana, která vznikla v listopadu 2010 sloučením koalice Evropa Ekologie a strany Zelení. Vykazuje 13 000 členů.
Kandidátkou v prezidentských volbách 2012 se na základě primární volby stala Eva Joly. V 1. kole získala pouze 828 345 hlasů (tj. 2,31 %), před 2. kolem podpořila kandidáta Socialistické strany Hollanda, který byl nakonec zvolen. Následně vyslali zelení své zástupce do vlády socialisty Jean-Marca Ayraulta.

## Volební výsledky

### Parlamentní volby
| Volební rok | Celkový počet hlasů | hlasy v % | Počet mandátů | Změna |
| ----------- | ------------------- | --------- | ------------- | ----- |
| 2012        | 1 418 141           | 5,5 %     | 18            |       |

### Evropské volby
| Volební rok | Celkový počet hlasů | hlasy v % | Počet mandátů | Změna |
| ----------- | ------------------- | --------- | ------------- | ----- |
| 2009        | 2 803 759           | 16,28 %   | 15            |       |
| 2014        | 1 695 914           | 8.95 %    | 6             | ▼ −9  |